# Cestrina
Cestrina (en llatí Cestrine, en grec antic Κεστρίνη) era un districte de l'Epir, al sud de Caònia, i separat de Tespròcia pel riu Tíamis.

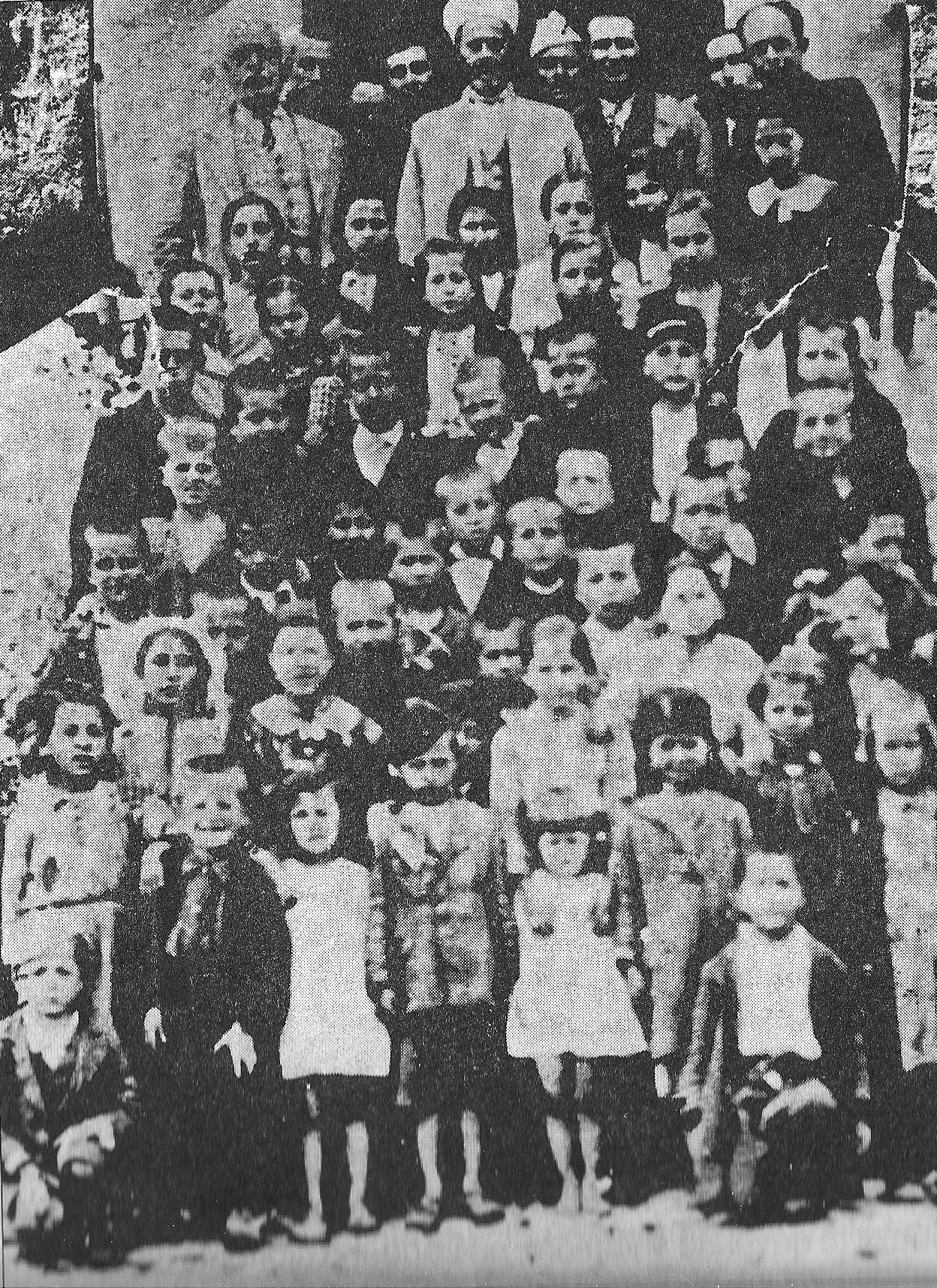
Escola albanesa de Filiates el 1942-44.

Es diu que el seu nom derivava de Cestrinos, fill d'Helen i Andròmaca, i se suposa que el seu nom anterior era Cammània (Καμμανία), segons diu Pausànias. La ciutat principal del territori s'anomenava Cèstria segons Plini el Vell, però sembla que el seu nom habitual era Ilium, o Troia, en memòria de la colònia que Helen va portar des de Troia, segons Esteve de Bizanci. A l'antiguitat eren famoses les seves pastures, que alimentaven una classe de bous anomenats bous cestrínics (Κεστρινικοὶ Βοές), diu Hesiqui de Milet. Els habitants del districte s'anomenavencestrinis.
Les restes de la ciutat es conserven a Paleá Venetia prop de Filiátes.